# Karl Mollweide
Karl (o Carl) Brandan Mollweide (Wolfenbüttel, 3 de febrero de 1774 – Leipzig, 10 de marzo de 1825) fue un matemático y astrónomo alemán activo en Halle y Leipzig. En trigonometría, descubrió la fórmula conocida como fórmula de Mollweide. Inventó una proyección cartográfica llamada proyección de Mollweide.